# 完美世界影视
完美世界影视是中國大陸影视文化投资、制作及发行机构之一，主营业务涵盖影视项目开发、制作、发行和营销等，创立于2008年8月。
2016年2月，完美世界影视宣布与美国好莱坞环球影业达成片单投资及战略合作协议。

## 电视剧
- 2010年《婚姻保卫战》
- 2011年《男人帮》
- 2012年《红娘子》
- 2012年《浮沉》
- 2012年《北京青年》
- 2012年《麻辣女兵》
- 2012年《楚汉传奇》
- 2013年《陆贞传奇》
- 2013年《打狗棍》
- 2013年《小爸爸》
- 2013年《咱们结婚吧》
- 2013年《老有所依》
- 2014年《青年医生》
- 2014年《神犬奇兵》
- 2014年《灵魂摆渡》
- 2015年《石敢当之雄峙天东》
- 2015年《冰与火的青春》
- 2015年《神犬小七》
- 2015年《灵魂摆渡2》
- 2015年《飞虎队》
- 2015年《大秧歌》
- 2016年《你好喬安》
- 2016年《神犬小七2》
- 2016年《麻辣变形计》
- 2016年《咱们相爱吧》
- 2016年《灵魂摆渡3》
- 2017年《射雕英雄传》
- 2017年《思美人》
- 2017年《深海利剑》
- 2017年《我的！体育老师》
- 2018年《利刃出击》
- 2018年《烈火如歌》
- 2018年《忽而今夏》
- 2018年《归去来》
- 2018年《天意》
- 2018年《走火》
- 2018年《最美的青春》
- 2018年《香蜜沉沉燼如霜》
- 2018年《娘道》
- 2018年《黄土高天》
- 2019年《小女花不弃》
- 2019年《青春斗》
- 2019年《趁我们还年轻》
- 2019年《神犬小七3》
- 2019年《七月与安生》
- 2019年《山月不知心底事》
- 2019年《老酒馆》
- 2019年《河山》
- 2019年《鳄鱼与牙签鸟》
- 2020年《热血同行》
- 2020年《冰糖燉雪梨》
- 2020年《全世界最好的你》
- 2020年《月上重火》
- 2020年《三叉戟》
- 2020年《怪你过分美丽》
- 2020年《天舞纪》
- 2021年《爱在星空下》
- 2021年《暴风眼》
- 2021年《昔有琉璃瓦》
- 2021年《舍我其谁》
- 2023年《护心》
- 2023年《追光的日子》
- 2023年《千朵桃花一世開》
- 2023年《星落凝成糖》

## 电影
- 2009年《非常完美》
- 2011年《钢的琴》
- 2011年《失恋33天》
- 2013年《等风来》
- 2014年《触不可及》
- 2015年《咱们结婚吧》
- 2016年《谍影重重5》
- 2017年《非凡任务》
- 2017年《新木乃伊》
- 2017年《嘉年华》
- 2017年《至暗时刻》
- 2018年《灵魂摆渡·黄泉》（网络电影）
- 2018年《侏罗纪世界2》
- 2018年《妈妈咪呀2》
- 2018年《影》
- 2019年《掠食城市》
- 2019年《潜艇总动员：外星宝贝计划》
- 2019年《妈阁是座城》
- 2019年《霹雳娇娃》
- 2019年《吹哨人》
- 2020年《爱玛》
- 2021年《人类清除计划5》
- 2021年《诡老》
- 2021年《迷離夜蘇活》
- 2021年《精灵旅社4：变身大冒险》

## 综艺
- 2015年《极限挑战1》
- 2016年《极限挑战2》
- 2016年《跨界歌王1》
- 2016年《跨界喜剧王》
- 2017年《向往的生活1》
- 2017年《欢乐中国人1》
- 2017年《跨界歌王2》
- 2018年《欢乐中国人2》
- 2018年《向往的生活2》
- 2018年《无限歌谣季》
- 2018年《极限挑战4》
- 2019年《向往的生活3》

## 獎項
- 第13届华鼎奖中国百强电视剧最佳制作机构
- 中国文娱金数据年度电视剧制作公司第1名[1]
- 第十二届电视制片业十佳电视剧出品单位[2]